# Стрибки у воду на літніх Олімпійських іграх 2020 — вишка, 10 метрів (жінки)
Змагання зі стрибків у воду з десятиметрової вишки серед жінок на літніх Олімпійських іграх 2020 відбудуться 4—5 серпня 2021 року в Токійському центрі водних видів спорту. Це буде 25-та поява цієї дисципліни на Олімпійських іграх. Її проводили на всіх Олімпіадах, починаючи з 1912 року.

## Формат змагань
Змагання складаються з трьох раундів:
- Попередній раунд: усі спортсменки виконують по п'ять стрибків; 18 найкращих стрибунок у воду виходять до півфіналу.
- Півфінал: 18 спортсменок виконують по п'ять стрибків; результати попереднього раунду не враховуються. 12 найкращих стрибунок виходять до фіналу.
- Фінал: 12 спортсменок виконують по п'ять стрибків; результати півфіналу не враховуються. Три найкращі стрибунки здобувають, відповідно, золоту, срібну та бронзову медалі.

У кожному раунді з п'яти стрибків по одному стрибку має бути з кожної з п'яти груп (forward, back, reverse, inward, and twisting). Кожен стрибок має свій ступінь складності в залежності від різних характеристик. Згідно з методичним керівництвом FINA найскладніші стрибки мають оцінку 4,8, але учасниці можуть спробувати і складніші стрибки. Колегія із семи суддів оцінює стрибки. Для кожного стрибка кожен суддя дає оцінку від 0 до 10 балів, з кроком 0,5. Два верхні і два нижні бали відкидаються. Решта три бали підсумовуються і множаться на ступінь складності. Це і є оцінка стрибка. Оцінка за раунд є сумою оцінок усіх п'яти стрибків.

## Розклад
Вказано стандартний японський час (UTC+9).
| Дата     | Час         | Раунд            |
| -------- | ----------- | ---------------- |
| 4 серпня | 15:00       | Попередній раунд |
| 5 серпня | 10:00 15:00 | Півфінал Фінал   |

## Результати[3]
| Місце | Стрибунка               | Країна                           | Попередній раунд | Попередній раунд | Півфінал         | Півфінал         | Фінал            | Фінал            | Фінал            | Фінал            | Фінал            | Фінал            |
| Місце | Стрибунка               | Країна                           | Очки             | Місце            | Очки             | Місце            | Стрибок 1        | Стрибок 2        | Стрибок 3        | Стрибок 4        | Стрибок 5        | Очки             |
| ----- | ----------------------- | -------------------------------- | ---------------- | ---------------- | ---------------- | ---------------- | ---------------- | ---------------- | ---------------- | ---------------- | ---------------- | ---------------- |
| 1     | Цюань Хунчань           | Китай (CHN)                      | 364.65           | 2                | 415.65           | 1                | 82.50            | 96.00            | 95.70            | 96.00            | 96.00            | 466.20           |
| 2     | Чень Юйсі               | Китай (CHN)                      | 390.70           | 1                | 407.75           | 2                | 82.50            | 76.80            | 85.80            | 89.10            | 91.20            | 425.40           |
| 3     | Мелісса Ву              | Австралія (AUS)                  | 351.20           | 4                | 334.50           | 5                | 75.00            | 76.80            | 64.40            | 73.60            | 81.60            | 371.40           |
| 4     | Габріела Агундес        | Мексика (MEX)                    | 297.65           | 12               | 337.30           | 4                | 64.50            | 70.95            | 73.60            | 74.25            | 75.20            | 358.50           |
| 5     | Ділейні Шнелл           | США (USA)                        | 360.75           | 3                | 342.75           | 3                | 76.80            | 65.60            | 56.10            | 79.80            | 62.40            | 340.40           |
| 6     | Алехандра Ороско        | Мексика (MEX)                    | 308.10           | 9                | 301.40           | 12               | 66.00            | 57.60            | 54.45            | 75.20            | 68.80            | 322.05           |
| 7     | Андреа Спендоліні-Сіріє | Велика Британія (GBR)            | 307.70           | 10               | 314.00           | 8                | 58.50            | 60.80            | 63.00            | 51.20            | 72.00            | 305.50           |
| 8     | Елена Вассен            | Німеччина (GER)                  | 323.80           | 6                | 303.70           | 11               | 67.20            | 63.00            | 60.90            | 40.00            | 60.80            | 291.90           |
| 9     | Луїс Тулсон             | Велика Британія (GBR)            | 314.00           | 7                | 311.30           | 9                | 63.00            | 37.80            | 62.40            | 62.40            | 64.00            | 289.60           |
| 10    | Селін ван Дойн          | Нідерланди (NED)                 | 306.80           | 11               | 306.45           | 10               | 50.40            | 49.30            | 60.80            | 60.00            | 67.20            | 287.70           |
| 11    | Юлія Тімошиніна         | Олімпійський комітет Росії (ROC) | 313.20           | 8                | 319.80           | 6                | 46.50            | 57.75            | 44.80            | 49.60            | 64.35            | 263.00           |
| 12    | Панделела Рінонг        | Малайзія (MAS)                   | 284.90           | 18               | 315.75           | 7                | 18.00            | 71.05            | 60.80            | 52.80            | 43.20            | 245.85           |
| 13    | Мейган Банфето          | Канада (CAN)                     | 331.85           | 5                | 296.40           | 13               | Завершила виступ | Завершила виступ | Завершила виступ | Завершила виступ | Завершила виступ | Завершила виступ |
| 14    | Сара Джодойн Ді Марія   | Італія (ITA)                     | 291.05           | 15               | 294.00           | 14               | Завершила виступ | Завершила виступ | Завершила виступ | Завершила виступ | Завершила виступ | Завершила виступ |
| 15    | Таня Вотсон             | Ірландія (IRL)                   | 289.40           | 16               | 278.15           | 15               | Завершила виступ | Завершила виступ | Завершила виступ | Завершила виступ | Завершила виступ | Завершила виступ |
| 16    | Алаїс Калонжі           | Франція (FRA)                    | 295.80           | 14               | 269.00           | 16               | Завершила виступ | Завершила виступ | Завершила виступ | Завершила виступ | Завершила виступ | Завершила виступ |
| 17    | Катріна Янг             | США (USA)                        | 286.65           | 17               | 263.60           | 17               | Завершила виступ | Завершила виступ | Завершила виступ | Завершила виступ | Завершила виступ | Завершила виступ |
| 18    | Крістіна Вассен         | Німеччина (GER)                  | 297.15           | 13               | 237.30           | 18               | Завершила виступ | Завершила виступ | Завершила виступ | Завершила виступ | Завершила виступ | Завершила виступ |
| 19    | Kwon Ha-lim             | Південна Корея (KOR)             | 278.00           | 19               | Завершила виступ | Завершила виступ | Завершила виступ | Завершила виступ | Завершила виступ | Завершила виступ | Завершила виступ | Завершила виступ |
| 20    | Маха Абдельсалам        | Єгипет (EGY)                     | 275.30           | 20               | Завершила виступ | Завершила виступ | Завершила виступ | Завершила виступ | Завершила виступ | Завершила виступ | Завершила виступ | Завершила виступ |
| 21    | Нікіта Гайнс            | Австралія (AUS)                  | 270.00           | 21               | Завершила виступ | Завершила виступ | Завершила виступ | Завершила виступ | Завершила виступ | Завершила виступ | Завершила виступ | Завершила виступ |
| 22    | Мацурі Арай             | Японія (JPN)                     | 268.80           | 22               | Завершила виступ | Завершила виступ | Завершила виступ | Завершила виступ | Завершила виступ | Завершила виступ | Завершила виступ | Завершила виступ |
| 23    | Селіна Тот              | Канада (CAN)                     | 261.40           | 23               | Завершила виступ | Завершила виступ | Завершила виступ | Завершила виступ | Завершила виступ | Завершила виступ | Завершила виступ | Завершила виступ |
| 24    | Інгрід де Олівейра      | Бразилія (BRA)                   | 261.20           | 24               | Завершила виступ | Завершила виступ | Завершила виступ | Завершила виступ | Завершила виступ | Завершила виступ | Завершила виступ | Завершила виступ |
| 25    | Анна Конанихіна         | Олімпійський комітет Росії (ROC) | 252.85           | 25               | Завершила виступ | Завершила виступ | Завершила виступ | Завершила виступ | Завершила виступ | Завершила виступ | Завершила виступ | Завершила виступ |
| 26    | Цзюнь Хон Чон           | Малайзія (MAS)                   | 251.80           | 26               | Завершила виступ | Завершила виступ | Завершила виступ | Завершила виступ | Завершила виступ | Завершила виступ | Завершила виступ | Завершила виступ |
| 27    | Ноемі Баткі             | Італія (ITA)                     | 226.95           | 27               | Завершила виступ | Завершила виступ | Завершила виступ | Завершила виступ | Завершила виступ | Завершила виступ | Завершила виступ | Завершила виступ |
| 28    | Anne Tuxen              | Норвегія (NOR)                   | 219.15           | 28               | Завершила виступ | Завершила виступ | Завершила виступ | Завершила виступ | Завершила виступ | Завершила виступ | Завершила виступ | Завершила виступ |
| 29    | Лискун Софія Валеріївна | Україна (UKR)                    | 216.55           | 29               | Завершила виступ | Завершила виступ | Завершила виступ | Завершила виступ | Завершила виступ | Завершила виступ | Завершила виступ | Завершила виступ |
| 30    | Фрейда Лім              | Сінгапур (SGP)                   | 215.90           | 30               | Завершила виступ | Завершила виступ | Завершила виступ | Завершила виступ | Завершила виступ | Завершила виступ | Завершила виступ | Завершила виступ |